# 黃呈聰
黃呈聰（1886年3月25日—1963年7月20日），號劍如，教名黃以利沙，是一位出身彰化線西的臺灣日治時期社會運動者及商人。他也是將真耶穌教會引入臺灣的主要人物之一。

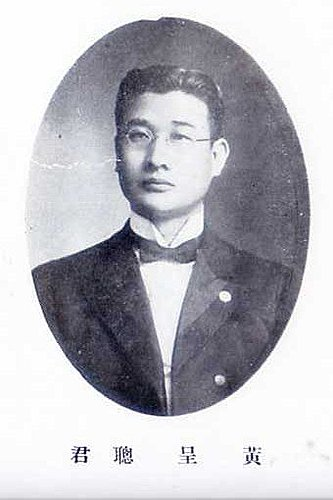
黃呈聰

## 生平

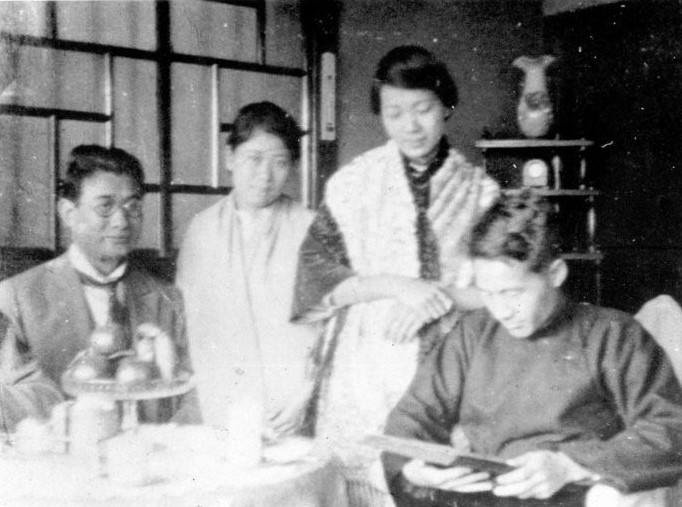
黃呈聰夫妻(左二)與陳甜及蔣渭水在大安醫院裡，攝影於1923年。

### 早年生活
1886年3月25日，黃呈聰出生於彰化縣線西堡的一個地主家庭；他的父親是黃秀兩，母親是王蜂，他們育有4子2女，但長子與次子均早夭。
1900年，黃呈聰畢業於彰化第一公學校（後為彰化縣彰化市中山國民小學），並考入國語學校實業部。1907年3月，黃呈聰畢業於國語學校；畢業後，他投入經營鳳梨罐頭業、輕便鐵道、糖業及米業。
1917年，黃呈聰獲臺灣總督府頒與紳章，同時推動成立「線西信用組合」；隨後，他進入早稻田大學政治經濟科就讀。1920年，黃呈聰擔任新民會幹事。

### 投入社會運動
1921年，黃呈聰任臺中州下見口區長，並參與聯署要求廢除「保甲制度」，隨後因而離職；同年，黃呈聰任臺灣文化協會臺灣青年總會總務幹事。1922年6月，黃呈聰前往中國，並因有感當地白話文普及，於1923年1月1日發表評論〈論普及白話文的新使命〉。1923年3月，黃呈聰自早稻田大學畢業。
《臺灣民報》創刊後，黃呈聰擔任該報報社庶務主任與發行人，後又與王敏川返回臺灣為該報進行宣傳活動，舉辦全島巡迴演講；當時，他們在《臺灣民報》上提倡通俗的白話文與婦女參政權。
1924年，黃呈聰在線西組織甘蔗耕作組合，以反抗臺灣總督府的糖業政策，但以失敗收場。隨後，黃呈聰與林獻堂向臺灣總督提出「建白書」要求十二項改革。
1925年，黃呈聰發表評論〈應該著重創造臺灣特種的文化〉於《臺灣民報》，後於5月辭去報社職務，前往廈門、漳州，又旅居南京、上海兩地；其間，他接受「真道」並成為真耶穌教會教徒。

### 經商及傳教
1926年3月，黃呈聰邀請真耶穌教會初期聖工張巴拿巴（張殿舉）和郭多馬前往臺灣傳道；同時，他在大稻埕永樂町開設益豐商事會社。
1932年4月，《臺灣民報》改組為《臺灣新民報》，黃呈聰出任「論說委員」兼社會部長。
1934年，黃呈聰辭去報社職務，前往日本經商，並在神戶設商事會社分社。
1944年，因當地空襲逐漸頻繁，黃呈聰返回臺灣定居。隨後，他將老家改為教堂，以為真耶穌會傳佈福音；同時，他取教名為黃以利沙，教會眾人又尊稱其為黃以利沙長老。
1960年代，黃呈聰曾任私立淡江英專董事及淡江文理學院名譽董事。
1963年7月20日，黃呈聰過世。

## 語錄
- 「我們台灣是固有的文化，更將外來的文化擇其善的來調和，造成台灣特種的文化。」[11]

## 家庭
- 黃呈聰與陳阿賢育有5男2女。[12]

## 外部鏈結
- 理想主義的燃燒──日本時代的「台灣青年」如何反抗統治者？ | 故事
- 【央廣】臺灣小百科《磺溪文化先鋒－黃呈聰》〈廣播） - YouTube
- 台灣文學研究: 僻徑的身影：1925年前後的黃呈聰 （页面存档备份，存于）